# Vinafood II
Tổng công ty Lương thực Miền Nam – Công ty Cổ phần (tên giao dịch quốc tế: Vietnam Southern Food Corporation – Joint Stock Company, ngắn gọn là Vinafood II),  niêm yết trên sàn chứng khoán với mã VSF là một tập đoàn quốc doanh của Việt Nam chuyên sản xuất và nhập khẩu lúa gạo có trụ sở tại Thành phố Hồ Chí Minh, Việt Nam có tổng vốn điều lệ là 3.375 tỉ đồng.

## Lịch sử
Vinafood II được Bộ Lương thực và Thực phẩm thành lập năm 1976 với tên gọi là Tổng công ty lúa gạo Miền Nam. Đến năm 2010, tổng công ty tiến hành chuyển đổi hoạt động theo mô hình công ty một thành viên do nhà nươc nắm quyền sở hữu. Tính đến năm 2017, Vinafood II có 4 đơn vị trực thuộc, gồm văn phòng tổng công ty và 12 công ty con tại nhiều tỉnh thành ở Đồng Bằng Sông Cửu Long.

## Thành tích
Trong suốt thời gian hoạt động, Vinafood II đã được nhà nước Việt Nam tặng thưởng các danh hiệu như:
- Cờ thi đua của chính phủ (1992, 1995, 1996, 1997, 1998, 2006, 2007).
- Huân chương lao động: hạng III (1990), hạng I (1994).
- Huân chương độc lập: hạng III (1999), hạng II (2008).